# 祖卢迈市镇
祖卢迈市镇（俄语：Зулумайское муниципальное образование）是俄罗斯联邦伊尔库茨克州济马区所属的一个市镇。其下辖有2个居民点，行政中心为祖卢迈。据2016年统计，该市镇的人口为280人。